# Iubsoda stigmatica
Iubsoda stigmatica är en insektsart som först beskrevs av Melichar 1897.  Iubsoda stigmatica ingår i släktet Iubsoda och familjen sporrstritar. Inga underarter finns listade i Catalogue of Life.